# Nectria saoria
Nectria saoria är en sjöstjärneart som beskrevs av Shepherd 1967. Nectria saoria ingår i släktet Nectria och familjen ledsjöstjärnor. Inga underarter finns listade i Catalogue of Life.